# 梅陶罗河畔梅尔卡泰洛
梅陶罗河畔梅尔卡泰洛（義大利語：Mercatello sul Metauro），是意大利佩萨罗-乌尔比诺省的一个市镇。总面积68.59平方公里，人口1505人，人口密度21.9人/平方公里（2008年）。ISTAT代码为041025。